# Tôn sùng mông

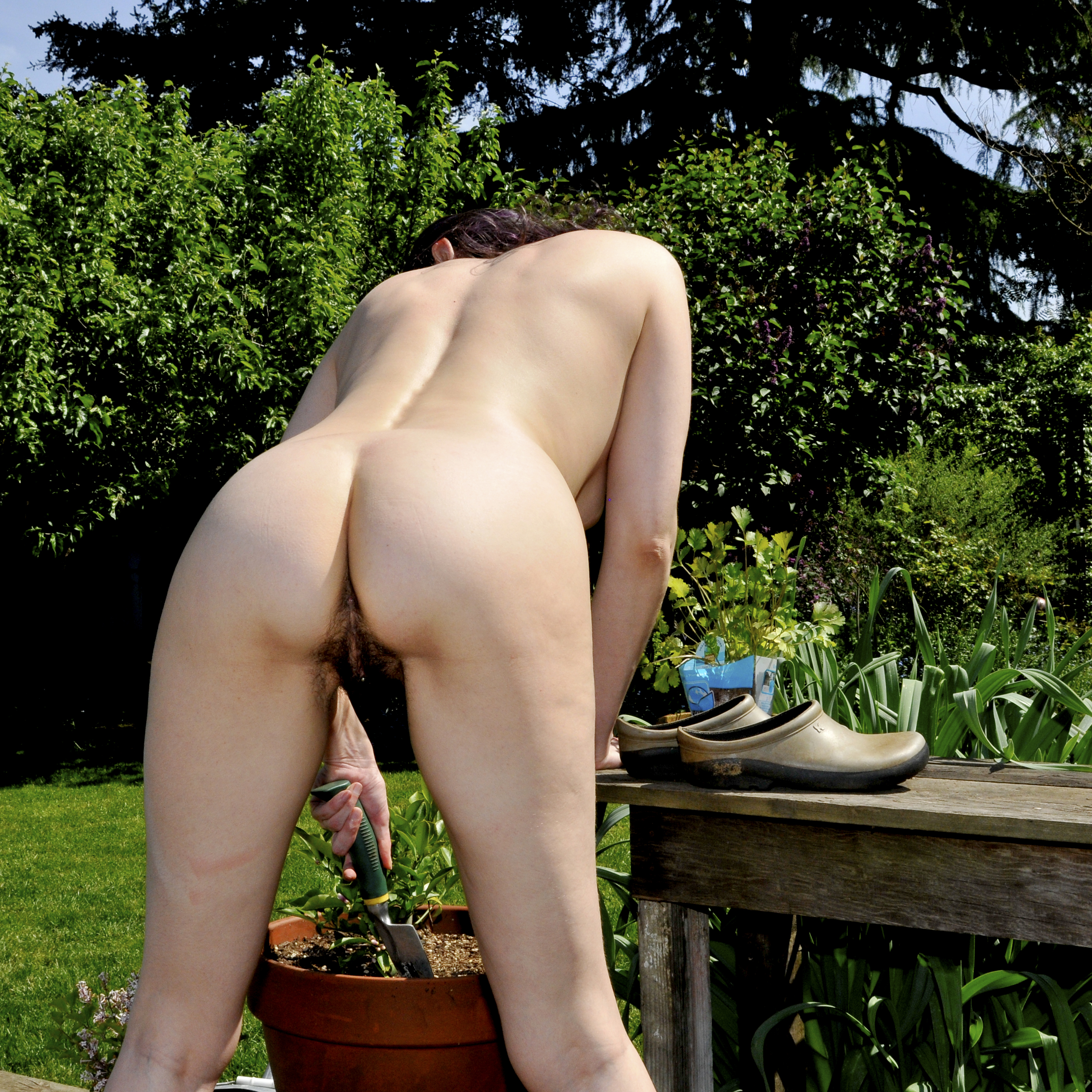
Mông là một bộ phận gây hưng phấn tình dục cho nhiều người.

Tôn sùng mông (tên khoa học: Pygophilia, en: Buttocks fetish) là một loại tôn sùng bộ phận đề cập đến sự tôn sùng mông như bộ phận hấp dẫn và kích thích nhất ngoài bộ phận sinh dục. Tôn sùng mông đề cập đến hưng phấn tình dục gây ra bởi mông.